# 토마스밧줄다람쥐
토마스밧줄다람쥐(Funisciurus anerythrus)는 다람쥐과에 속하는 설치류의 일종이다. 베넹과 카메룬, 중앙아프리카공화국, 콩고민주공화국, 적도기니, 나이지리아에서 발견된다. 자연 서식지는 아열대 또는 열대 기후 지역의 습윤 저지대 숲이다.

## 아종
4종의 아종이 알려져 있다.
- F. a. anerythrus
- F. a. bandarum
- F. a. mystax
- F. a. raptorum